# Гейдаров, Мурадали Шабагат оглы
Мурадали Шабагатович Гейдаров (азерб. Muradəli Şabaqət oğlu Heydərov; 18 марта 1922 — 1 января 2016) — участник Великой Отечественной войны, наводчик 45-мм орудия 1374-го стрелкового полка (416-я стрелковая дивизия, 5-я ударная армия, 1-й Белорусский фронт) старший сержант – на момент представления к награждению орденом Славы 1-й степени.

## Биография
Родился 18 марта 1922 года в селе Маммадгасымлы ныне Зердабского района Азербайджана в крестьянской семье. Азербайджанец. В 1937 году окончил 7 классов, затем курсы трактористов. Работал трактористом МТС в колхозе имени Нариманова. 
В феврале 1942 года был призван в Красную Армию, направлен в формирующуюся в Азербайджане 146-ю стрелковую дивизию. С ноября 1942 года участвовал в боях с захватчиками, воевал на Закавказском, Южном, 4-м Украинском и 1-м Белорусском фронтах. Член ВКП(б)/КПСС с 1943 года. К началу сержант Гейдаров воевал наводчиком 45-мм орудия 1368-го стрелкового полка 416-й стрелковой дивизии. 
Отличился в боях в Запорожской области в январе 1944 года. 14 января при отражении танковой контратаки противника подбил 2 танка и истребил более 10 вражеских солдат. За это бой получил первую боевую награду – орден Отечественной войны 2-й степени. 
16 января в бою в 15 км юго-восточнее города Каменка-Днепровская (Запорожская область Украины) сержант Гейдаров, при отражении танковой контратаки, артиллерийским огнем подбил 2 средних танка. 
Приказом по частям 416-й стрелковой дивизии от 20 февраля 1944 года (№9/н) сержант Гейдаров Мурадали Шабагат оглы (в приказе Мурад Али оглы) награжден орденом Славы 3-й степени. 
В дальнейшем участвовал в боях за освобождении Южной Украины, Одессы и Кишинёва. В апреле 1944 года был ранен, после госпиталя вернулся в строй. В сентябре 1944 году дивизия вместе с другими частями 5-й ударной армии вошла в состав 1-го Белорусского фронта. В боях на Магнушевском плацдарме сержант был наводчиком орудия в другом полку той же дивизии – в 1374-м стрелковом полку. 
14 января 1945 года при прорыве обороны противника на плацдарме в районе населенного пункта Буда Аугустувске (южнее станции Варка, Мазовецкое воеводство Польши) старший сержант Гейдаров при ведении огня был ранен в ногу осколком снаряда. Отказался от эвакуации в госпиталь и после перевязки продолжал вести огонь, поддерживая стрелковые подразделения. 
Приказом по войскам 5-й ударной армии от 10 февраля 1945 года (№16/н) старший сержант Гейдаров Мурадали Шабагат оглы награжден орденом Славы 2-й степени. 
В боях за Берлин с 24 апреля по 2 мая 1945 года расчет старшего сержант Гейдарова подавил 16 пулеметов, поджег 6 автомобилей с грузом и боеприпасами, подбил 2 штурмовых орудия и уничтожил до 20 солдат и офицеров противника. 1 мая под вражеским огнем, выдвинув вперед орудие, с расстояния 40 м разрушил инженерное сооружение, мешавшее продвижению стрелковых подразделений. 
Указом Президиума Верховного Совета СССР от 15 мая 1946 года старший сержант Гейдаров Мурадали Шабагат оглы награжден орденом Славы 1-й степени. Стал полным кавалером ордена Славы. 
В декабре 1946 года старшина Гейдаров был демобилизован. Вернулся на родину, работал трактористом в колхозе. 
Жил в селе Маммедгасымлы Зардабского района Азербайджана. Скончался 1 января 2016 года. Был последним полным кавалером ордена Славы, проживавшим в Азербайджане

## Награды
- Медали
- Орден Отечественной войны 1-й степени (11.03.1985)
- Орден Отечественной войны 2-й степени (07.12.1944)
- Орден Славы 1-й (15.05.1946), 2-й (10.02.1945) и 3-й (20.02.1944) степеней.
- Персональная пенсия Президента Азербайджанской Республики (19.05.2011)[1].